# May Balisidya
May Lenna Balisidya Matteru (10 tháng 5 năm 1947 – 27 tháng 12 năm 1987) là một tác giả người Tanzania viết bằng ngôn ngữ tiếng Swour.
Bà sinh ra ở Dodoma và học tiểu học và trung học ở đó. Balisidya đã nhận bằng cử nhân của Đại học Đông Phi tại Dar es Salaam vào năm 1970 và bằng thạc sĩ văn học truyền miệng của Đại học Dar es Salaam vào năm 1978. Bà lấy bằng tiến sĩ văn học châu Phi từ Đại học Wisconsin Wisconsin Madison vào tháng 11 năm 1987.
Từ 1977 đến 1987, bà là giảng viên khoa Kiswilian của Đại học Dar es Salaam.
Năm 1971, bà được bầu vào Hội đồng quốc gia Sw tàn của Tanzania; bà phục vụ hai nhiệm kỳ là phó chủ tịch hội đồng.
Balisidya chết ở tuổi 40 vì bệnh ung thư.

## Tác phẩm được chọn[3]
- Shida ("Khó khăn"), tiểu thuyết
- Ayubu ("Công việc"), kịch
- Tujifunze Kusoma ("Hãy học đọc"), cuốn sách thiếu nhi